# Ywet Nu Aung
Ywet Nu Aung (birmanisch ရွက်နုအောင်; geboren ca. 1979) ist eine burmesische Menschenrechtsaktivistin, die vor allem durch ihr Engagement gegen buddhistische Nationalisten in diesem Land bekannt wurde. Sie ist in der Nationalen Liga für Demokratie (NLD) politisch aktiv und war in der Region Mandalay im Vorstand dieser Partei. 2024 wurde sie mit dem Ludovic-Trarieux-Menschenrechtspreis ausgezeichnet.

## Karriere
Ywet Nu Aung wurde vor allem durch den Fall "Victoria" (Pseudonym) bekannt. Dabei vertrat sie ein Vorschulkind, das 2019 in Naypyidaw Opfer sexualisierter Gewalt geworden war. Der Fall erregte in Myanmar breite Medienaufmerksamkeit und führte zu einer Kampagne, die unter dem Slogan "Justice for Victoria" mehr Bewusstsein für das Problem sexuellen Kindesmissbrauchs schuf.
Ywet Nu Aung übernahm nach dem Militärputsch 2021 die Verteidigung des inzwischen in Haft verstorbenen ehemaligen Ministerpräsidenten der Region Mandalay, Zaw Myint Maung, sowie weiterer Politiker der NLD.
Bereits 2017 vertrat Ywet Nu Aung Swe Win, den Chefredakteur von Myanmar Now. Er war von einem radiklaen buddhistischen Mönch, Wirathu, wegen Verleumdung angezeigt worden. Dies bezog sich auf einen Social Media Post von Swe Win, in dem dieser Wirathu vorwarf, er würde mit seinem Lob für Mörder eines muslimischen Anwalts gegen den ethischen Kodex seines Klosters verstoßen.

## Verfolgung und Verhaftung
Durch ihr Mandat im Fall Swe Win wurde Ywet Nu Aung Zielscheibe von Drohungen sowohl im Netz, als auch im realen Leben. Diese kamen vor allem von der buddhistisch-nationalistische Gruppierung Ma Ba Tha.
Nach dem Militärputsch in Myanmar wurde Ywet Nu Aung am 28. April 2022 von Truppen der Militärjunta verhaftet und verhört. Ihr Büro wurde durchsucht. Aufgrund einer angeblichen Spende für die Widerstandsbewegung People’s Defence Force wurde ihr ein Verstoß gegen die Anti-Terror-Gesetze des Landes vorgeworfen. Im Dezember 2022 wurde sie deshalb zu 15 Jahren Haft mit Strafarbeit verurteilt. Als Beweis für ihre Verstöße gegen die Anti-Terror-Gesetze wurden unter anderem Aussagen eines weiteren verhafteten Anwalts, Si Thu, angeführt. Si Thu sagte während des Prozesses aus, dass diese Aussagen unter Folter erzwungen und nicht wahr wären. Ywet Nu Aung wurde im Obo Gefängnis in Naypidaw festgehalten und durfte nicht mit Angehörigen oder der Presse kommunizieren.
Ywet Nu Aung war eine von sechs oder mehr Anwälten, die in Mandalay in der Zeit nach dem Militärputsch verhaftet wurden und die Mitglieder der NLD vertreten hatten. Auch in anderen Regionen des Landes wurden in dieser Zeit vermehrt Anwälte verhaftet.

## Auszeichnungen
2020 war Ywet Nu Aung eine der "10 Women Who Inspired Us in 2020" von The Irradaway.
2024 wurde Ywet Nu Aung für ihre Arbeit zur Unterstützung der Opposition gegen die Militärjunta des Landes mit dem Ludovic-Trarieux-Menschenrechtspreis ausgezeichnet. Der Preis wurde an Aung Myo Min, dem Menschenrechtsminister der Exilregierung als Verterter übergeben, da Ywet Aung sich zum Zeitpunkt der Preisverleihung weiterhin in Haft befand.